# Ante Senjanović
Ante Senjanović (1910. − 1982.) je bio hrvatski plivač, plivački trener, športski pedagog, državni reprezentativac i rekorder te športski dužnosnik iz Splita.

## Životopis
Rodio se je 1910. godine. Plivanje trenira od proljeća 1927. godine. Jadranove plivače trenirao je Hrvoje Macanović. Budući da je trener studirao u Zagrebu, Senjanović se pripremao sam ili ga je pripremao Srećko Čulić. Na državnom prvenstvu 1927. u Sušaku napravio je posvemašnji uspjeh, koji je praktično neponovljiv. Došao je kao anonimac, a vratio se s naslovima državnog prvaka. To su bili prvi naslovi prvaka koje je osvojio Jadran. Pobijedio je favorizirane plivače Viktorije. Senjanović je unutar 48 sati u prednatjecanju i u finalu preplivao 6,5 km i u svakoj disciplini u kojoj se je natjecao pobijedio i k tome u svakoj postavio nove jugoslavenske rekorde. Ukupno je postavio sedam rekorda, što kao pojedinac, što u štafetama. Vremena koja je isplivao bila su izvrsna i u europskim okvirima. Najvrjedniji je rezultat na 1500 m slobodno koji je te godine bio drugi u Europi, a bolji je bio samo poznati švedski švedski plivač Arne Borg. Drugi rezultat koji je onda bio izvrstan u svjetskim okvirima jest vrijeme koje je isplivao u štafeti 4 x 100 m, gdje je plivao na razini svjetskog rekorda, 0:59.8.
Trenerskim se poslom bavio još dok je bio aktivni plivač. Trenirao je mnoge poznate plivače, a od 1933. pa do 1940. je u Jadranovoj upravi. Dugo je godina bio trener jugoslavenske reprezentacije. 
Stalno radno mjesto bilo mu je mjesto nastavnika tjelesnog odgoja. Radio je u Beogradu, a predavao je plivanje. Poslije je u športu radio u Italiji.